# Lambourn Valley Light Railway
| Strecke am Bahnhof Boxford, April 1963 |                      |                          |                          |
| Spurweite: | 1435 mm (Normalspur) |                          |                          |
| |                      |                          |                          |
| \| \| \| Lambourn \| \| \| \| Eastbury Halt \| \| \| \| East Garston \| \| \| \| Great Shefford \| \| \| \| Welford Park \| \| \| \| RAF Welford \| \| \| \| Boxford \| \| \| \| Stockcross and Bagnor \| \| \| \| Speen \| \| \| \| Newbury West Fields Halt \| \| \| \| Reading-Taunton Line \| \| \| \| DNSR von Southampton \| \| \| \| Newbury \| \| \| \| DNSR nach Didcot \| \| \| \| Reading-Taunton Line \| |                      |                          |                          |
| Kopfbahnhof Streckenanfang (Strecke außer Betrieb) |                      | Lambourn                 | Lambourn                 |
| Haltepunkt / Haltestelle (Strecke außer Betrieb) |                      | Eastbury Halt            | Eastbury Halt            |
| Haltepunkt / Haltestelle (Strecke außer Betrieb) |                      | East Garston             | East Garston             |
| Haltepunkt / Haltestelle (Strecke außer Betrieb) |                      | Great Shefford           | Great Shefford           |
| Bahnhof (Strecke außer Betrieb) |                      | Welford Park             | Welford Park             |
| Abzweig geradeaus und nach links (Strecke außer Betrieb) · Betriebs-/Güterbahnhof Streckenende und quer (Strecke außer Betrieb) |                      | RAF Welford              | RAF Welford              |
| Haltepunkt / Haltestelle (Strecke außer Betrieb) |                      | Boxford                  | Boxford                  |
| Haltepunkt / Haltestelle (Strecke außer Betrieb) |                      | Stockcross and Bagnor    | Stockcross and Bagnor    |
| Haltepunkt / Haltestelle (Strecke außer Betrieb) |                      | Speen                    | Speen                    |
| Haltepunkt / Haltestelle (Strecke außer Betrieb) |                      | Newbury West Fields Halt | Newbury West Fields Halt |
| Strecke · Strecke (außer Betrieb) |                      | Reading-Taunton Line     | Reading-Taunton Line     |
| Abzweig ehemals quer und nach links · Abzweig ehemals geradeaus und von rechts |                      | DNSR von Southampton     | DNSR von Southampton     |
| Bahnhof |                      | Newbury                  | Newbury                  |
| Abzweig geradeaus und ehemals nach links |                      | DNSR nach Didcot         | DNSR nach Didcot         |
| Strecke |                      | Reading-Taunton Line     | Reading-Taunton Line     |

Die Lambourn Valley Light Railway war eine britische Eisenbahngesellschaft in Berkshire in England.

## Geschichte
Die Gesellschaft erhielt am 2. August 1883 die Konzession zum Bau einer 19 Kilometer langen normalspurigen Bahnstrecke von Newbury nach Lambourn. Die ausschließlich von Privatpersonen finanzierte Gesellschaft begann erst 1890 mit den Bauarbeiten. Die Eröffnung erfolgte am 2. April 1898.
Ab 1898 standen die beiden dreifach gekuppelten Tenderlokomotiven AELFRED und EAHLSWITH von Chapman and Furneaux für den Betrieb zur Verfügung. 1903 folgte noch die baugleiche EADWEADE von der Hunslet Engine Company. Weiterhin verfügte die Gesellschaft über vier zweiachsige Personenwagen und 18 Güterwagen.
Ab 15. Mai 1904 erfolgte der Betrieb durch von der Great Western Railway geliehene Dampftriebwagen. Die Dampflokomotiven wurden daraufhin verkauft. Mit dem Gesetz vom 4. August 1905 übernahm die GWR die Gesellschaft.
Am 4. Januar 1960 wurde der Personenverkehr auf der Strecke eingestellt. Das Teilstück von Newbury bis Welford Park sowie das dort beginnende Anschlussgleis zum RAF-Flughafen Welford blieben für militärische Zwecke noch bis 1973 in Betrieb. Heute ist die Strecke vollständig abgebaut.